# بخش ساندوسکی (شهرستان کرافورد، اوهایو)
بخش ساندوسکی (به انگلیسی: Sandusky Township) یک منطقهٔ مسکونی در ایالات متحده آمریکا است که در شهرستان کرافورد، اوهایو واقع شده‌است.
 بخش ساندوسکی ۴۶٫۴۲ کیلومتر مربع مساحت و ۴۵۹ نفر جمعیت دارد و ۳۱۴ متر بالاتر از سطح دریا واقع شده‌است.